# Esquadrão N.º 30 da RAF
O Esquadrão N.º 30 da Real Força Aérea (RAF) foi um esquadrão que operou a segunda geração de Lockheed Martin C-130J a partir da Base aérea de Brize, em Oxfordshire. A partir de 2018, o esquadrão deixou de fazer parte da lista de esquadrões da RAF e da lista de esquadrões da própria base aérea.

## Histórico

### Primeira Guerra Mundial
Em novembro de 1914, o British Royal Flying Corps despachou um vôo de aeronaves da Grã-Bretanha para o Egito para defender o Canal de Suez, à medida que a guerra com o Império Turco se tornava cada vez mais provável. O equipamento inicial consistia em biplanos Farman Longhorn e Shorthorn, que logo foram complementados pela Royal Aircraft Factory B.E.2s e Farman HF.20s enviados da Índia. O vôo, baseado no campo de aviação Ismailia, foi redesignado Esquadrão No. 30 em 24 de março de 1915.
Em 24 de agosto de 1915, o Mesopotamian Half Flight, uma unidade do Australian Flying Corps estacionada na Mesopotâmia (agora Iraque) foi formalmente anexada ao 30 Squadron. Por vários meses, o Half-Flight, comandado pelo capitão Henry Petre, e equipado com uma mistura de Farman Shorthorns, Farman Longhorns e Caudron G.3s, vinha voando em operações de apoio ao Exército Indiano, contra as forças terrestres turcas, durante a campanha na Mesopotâmia.
Em 26 de agosto de 1915, um segundo vôo, equipado com Martinsyde Scouts, chegou a Basrah para se juntar às 30 forças do Esquadrão que operavam na Mesopotâmia. O Martinsydes sofria de baixa confiabilidade do motor nas condições de calor e poeira encontradas. Apesar disso, um destacamento avançado da esquadra apoiou o avanço do exército ao longo do rio Tigre, com reconhecimento pela aeronave da esquadra ajudando as forças britânicas e indianas a vencer a Batalha de Es Sinn e capturar Kut al-Imara em setembro de 1915. Em outubro de 1915, o resto do esquadrão mudou-se para a Mesopotâmia, sendo substituído no Egito pelo 14º Esquadrão. Em 7 de novembro, o esquadrão foi reorganizado com quartel-general e o Voo B em Basra e o Voo A implantado em Azizaya.
O esquadrão continuou a apoiar as forças britânicas enquanto avançavam em direção a Bagdá, até que o avanço foi interrompido pela Batalha de Ctesiphon em 22-25 de novembro de 1915. Uma missão de reconhecimento aéreo na véspera da batalha realizada pelo Major H. L. Reilly do esquadrão detectou que as posições turcas na frente de Ctesiphon haviam sido fortemente reforçadas, mas sua aeronave foi abatida por fogo terrestre e Reilly capturado. Foi sugerido nas Histórias Oficiais da Guerra Aérea e da Campanha na Mesopotâmia que, se Reilly tivesse retornado com sucesso com sua inteligência às linhas britânicas, o Major General Townshend, comandante da força britânica, teria abortado o ataque. Depois de Ctesiphon, a coluna britânica recuou para Kut al-Imara, perseguida pelo exército turco, e Kut foi sitiada desde 7 de dezembro de 1915. As aeronaves que puderam evacuar deixaram Kut no início daquele dia, mas a maioria do pessoal do avançado desdobrou A e Vôos B do esquadrão, junto com três aeronaves inservíveis, ficaram presos na cidade sitiada. 
Embora reduzido em força útil a apenas um único B.E.2, o Esquadrão forneceu apoio de reconhecimento à força enviada para socorrer as tropas presas em Kut. O esquadrão foi reforçado por mais quatro B.E.2s em fevereiro de 1916. A coluna de socorro não conseguiu chegar a Kut e, em abril de 1916, o esquadrão, com oito BE2s, junto com sete aeronaves RNAS, realizou uma das primeiras missões de abastecimento aéreo ao lançar alimentos e outros suprimentos aos sitiados guarnição. Embora 19.000 lb (8.600 kg) de comida tenham sido descartados entre 15 e 29 de abril, isso foi insuficiente para alimentar as tropas presas e a população civil da cidade, e o Major General Townshend se rendeu em 29 de abril. O esquadrão aumentou sua força durante o verão, e em agosto tinha 13 B.E.2s, que foram suplementados por seis batedores de Elefantes Martinsyde em setembro de 1916. O esquadrão apoiou a retomada da ofensiva britânica que começou em dezembro de 1916, que resultou na captura britânica de Bagdá em 11 de março de 1917, com o esquadrão movendo-se para o campo de aviação de Bagdá mais tarde naquele dia. Em abril de 1917, as defesas aéreas otomanas foram reforçadas com a chegada de caças Halberstadt da Alemanha, que superou 30 esquadrões B.E.2s. Em resposta, dois lutadores Bristol Scout se juntaram ao esquadrão, com a promessa de que os Spad VII mais capazes se seguiriam.
Em agosto daquele ano, o 63 Squadron chegou à Mesopotâmia, de modo que o 30 Squadron não era mais a única fonte de apoio aéreo para as forças britânicas. Em setembro, os prometidos Spads surgiram para substituir 30 Escoteiros Bristol do Esquadrão, enquanto de outubro Royal Aircraft Factory R.E.8s chegaram para substituir os obsoletos BE.2s, que foram eliminados em fevereiro de 1918. Em dezembro de 1917 a janeiro de 1918, o esquadrão recebeu dois bombardeiros Airco DH.4, mas ambos haviam sido perdidos no final de janeiro de 1918.